# Генезис (Квантовый скачок)
Генезис (англ. Genesis) — пилотный эпизод научно-фантастического телесериала «Квантовый скачок». Длится вдвое больше, чем все остальные серии сериала. Изначально эпизод был объявлен как обычный двухчасовой телефильм «Квантовый скачок». Когда его повторили перед стартом второго сезона, NBC объявило его как 90-минутный и дала заголовок Генезис. Когда повторы продемонстрировали на USA Network и на Sci-Fi Channel, это название было оставлено. Однако вышедшие после VHS и DVD имели заголовки The Pilot Episode (пилотный эпизод).

## Сюжет

### До скачка
Нью-Мексико, 1995 год. Эл Калавичи едет по пустыне на очень быстрой машине и встречает на дороге привлекательную, на его взгляд, женщину, у которой проблемы с автомобилем, и берётся её подвезти. На горизонте они замечают голубое свечение: Эл сразу понимает, что что-то происходит на их исследовательской базе, его попутчица говорит, что слышала о неких секретных испытаниях в этом районе, по её мнению, связанных с космосом. Установив связь с Живчиком, находящимся на контрольном пункте, он узнаёт, что Сэм Бекетт, несмотря на то, что никто к этому не готов, отправился в квантовый ускоритель и собирается «прыгать». Эл советует Живчику не вмешиваться, так как это может всё погубить, и мчится на базу.

### После скачка
Сэм просыпается, когда на часах 5:00 с мыслями: «Получилось! Что получилось?». Он понимает, что забыл, кто он, где он и многое другое. Рядом с ним просыпается беременная женщина, которой он тоже не помнит. Он понимает, что это его жена, а его зовут Том, хотя он и подвергает это сильному сомнению. Затем дама предлагает ему принять душ и побриться. Зайдя в ванную, Сэм предполагает, что всё это — сон. Чтобы быстрее проснуться, он мажется кремом для бритья. Посмотрев в зеркало, он видит чужое отражение и в испуге вскрикивает. Прибежавшая на крик беременная Пегги в зеркале ничего особенного не видит.
Сэм узнаёт, что у него есть сын Мики и что ему завтра нужно куда-то лететь. Вдруг Сэм вспоминает телефонный номер 555—2231 и мчится его набрать, однако связь не устанавливается. Семья говорит ему, что он набирает слишком много цифр. По телевизору сообщают, что на дворе 8 июля 1956 года. Выбежавший в недоумении на улицу Сэм, окидывает взглядом улицу, на которой можно увидеть старые автомобили, и заключает, что это не сон, а кошмар.
Через несколько минут за Сэмом заезжает лучший друг Тома — капитан Байрделл, который везёт его на авиабазу. В поездке Сэм узнаёт, что он должен управлять экспериментальным самолётом X-2, хотя абсолютно не умеет это делать. Все считают подобные высказывания Сэма розыгрышами. Чокнутый Эрни — главный человек на базе — решает, что у пилотов начались провалы в памяти из-за сверхбыстрых скоростей (пилоты той базы ведут рекордные для тех лет испытания), и поручает доктору провести обследование на этот счёт, а пилоты отправляются по машинам.
Когда Сэма оставляют один на один со штурвалом, перед тем как запустить с самолёта бомбардировщик под управлением капитана Дуга Уолкера, машина начинает отклоняться в сторону, так как он даже не пытается управлять ею. На помощь приходит капитан Байрделл. Капитан Уолкер, когда его всё-таки запускают, сталкивается с непонятными трудностями: когда он приближается к скорости в 3 маха, его самолёт начинает вертеть во все стороны, а потом он взрывается. Пилот благополучно катапультируется.

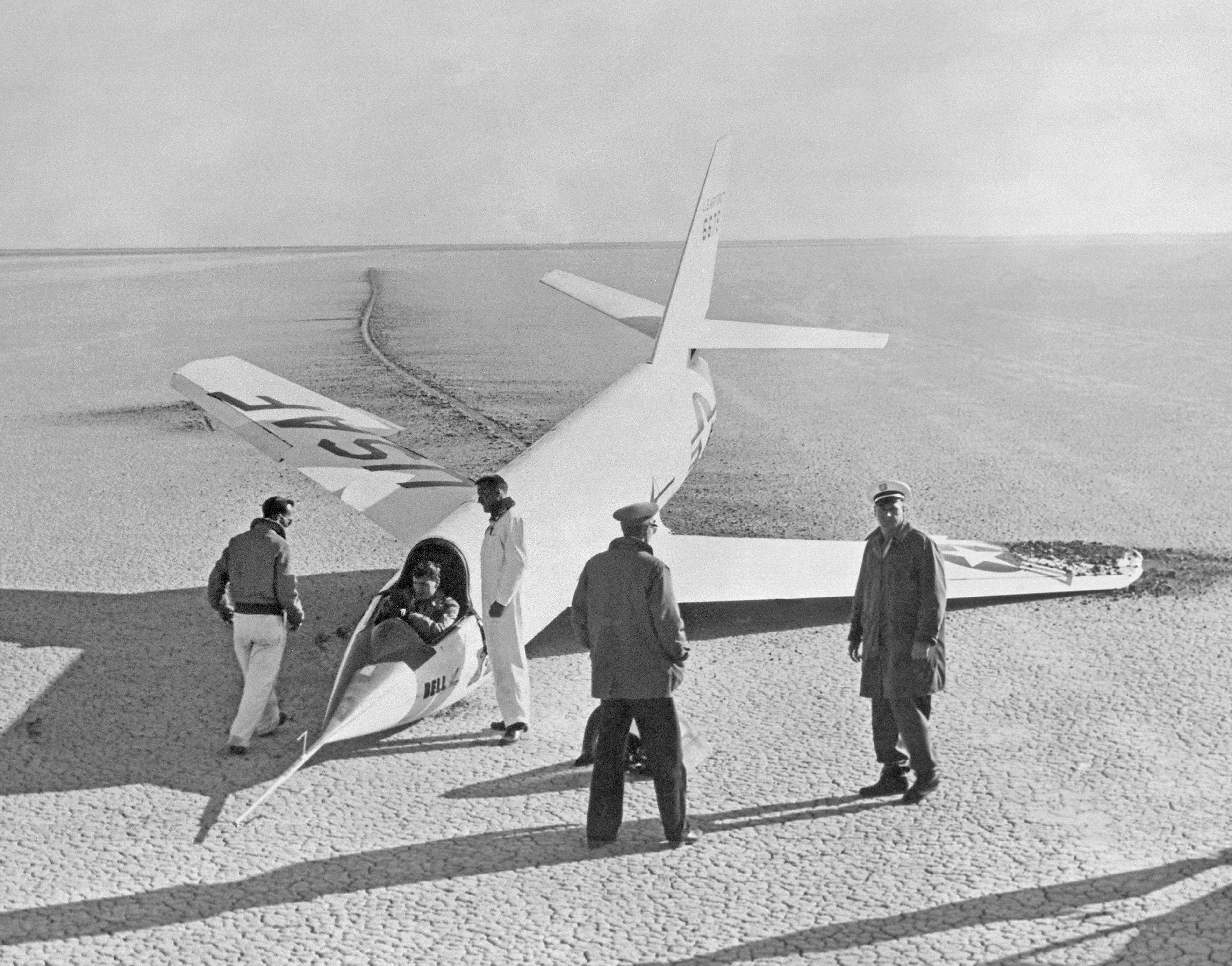
Самолёт X-2

Вечером Сэм и его новые друзья идут в бар. У музыкального автомата он замечает человека во фраке (Эла), которого он также видел на авиабазе и в самолёте, однако никто кроме Сэма не обращал на него внимания. Когда Сэм указывает Пегги на этого человека, та ничего не видит. Тогда он считает, что это «чёрный человек» из его кошмара и идёт к нему. Эл начинает разговор с ним как со старым знакомым, однако Сэм его не понимает и спрашивает, что с ним произошло: умер ли он и проходит ли он реинкарнацию в середине жизни? Эл воспринимает это как шутку и называет Сэма по его имени, а тот интересуется, откуда он его знает. Убедившись, что его собеседник ничего не помнит, Эл встревоженно выходит их бара и скрывается за невидимой дверью в воздухе. Окружающие видели Тома разговаривающего с пустотой. По дороге домой Сэм пытается сказать Пегги, что он не Том, но потом решает превратить это в розыгрыш.
Проснувшись рано утром, Сэм вспоминает некоторые подробности своей жизни, после чего решает позвонить в родной дом, что в Индиане, но, поскольку ему не удаётся вспомнить свои фамилию и номер, связь установить не удаётся.
Утро продолжается походом на рыбалку с сыном. Там вновь появляется Эл. Обнаруживается, что он предстаёт перед Сэмом в качестве неврологической голограммы, которую может видеть и слышать только Сэм. Эл не может рассказать Сэму о всём, что тот забыл, так как данные засекречены. Не скрывается лишь то, что он участвует в секретном временном эксперименте, у которого возникли проблемы. Сэму предлагается вжиться в роль Тома, который оказался соответственно в 1995 году на его месте, а учёные попытаются вернуть его обратно ко вторнику, то есть через три дня.
В выходные Сэма вызвали на базу, чтобы предложить ему пройти тест о потере памяти. Там он вновь встречает голографического человека, который объясняет ему природу скачков: Сэма перемещают взад-вперёд по его собственной жизни по желанию неких высших сил, чтобы он изменил ход истории в положительную сторону. Когда он это сделает, сможет покинуть это время.

### Цель Сэма
Когда Том Страттон испытывал X-2 и перешёл барьер в 3 маха, он погиб. По мнению компьютера «Умник», Сэм должен сделать то же самое и выжить (вероятность — 48 %). Вторая возможная цель, значительно менее вероятная, — встать в эпицентр атомного взрыва. Эл, как бывший лётчик, сможет помочь ему в полёте указаниями.
К началу полёта Эл не явился, но присоединился к Сэму уже по ходу, объяснив это тем, что был на финальной игре баскетбольного клуба «Лос-Анджелес Лэйкерс», где было назначено дополнительное время, а потом, на вечеринке, повстречал Марту, с которой задумал провести всю ночь. Барьер в 3 маха был взят, после чего удалось совершить благополучное катапультирование. Причиной неудачных полётов оказалось топливо, которое, не выдерживая высоких температур, взрывалось.
Приземлившись, Сэм, вопреки своим ожиданиям, не переместился из этого времени. По дороге в госпиталь, куда его повезли на обследование, Эл говорит ему, что стоит немного подождать. Там также оказывается Пегги, которая услышала взрыв, от чего у неё начались преждевременные схватки. Врачи не знают, как остановить схватки, но Сэм, вспомнив, что он врач, с помощью новых разработок в акушерстве, помогает им это сделать.

### Второй скачок
Когда Сэм подходит к окну, чтобы сообщить Микки, что всё хорошо обошлось, тот бросает ему бейсбольный мяч. Когда он ловит его, то обнаруживает, что находится на бейсбольном стадионе и в форме и его называют Фоксом. Диктор по стадиону объявляет, что если Вако Бомберс (команда Сэма, занимающая последнее место в турнирной таблице) не совершит чудо, то проиграет в последней игре сезона 1968 года, и это будет её третье фиаско. Команды уходят в подтрибунное помещение.

### Цель Сэма
С появившимся Элом они уединяются в туалете. Оказывается, в 1995 году прошла уже неделя с момента последнего скачка. На базе начались бурные празднования по поводу удачного эксперимента. От Сэма теперь требуется, чтобы Тим Фокс не подвёл команду и помог ей победить в этом матче, хотя компьютер ничего определённого об этом не сказал, находясь в депрессии: оказалось, что Умник что-то недоработал, и от Сэма также требовалось спасти ребёнка Стрэттонов. Создателем этого компьютера, как и теории квантовых скачков, оказался сам Сэм, а это значит, что он единственный, кто может вызволить себя обратно. Эл назвал и его фамилию — Бекетт, после чего Сэм смог позвонить из автомата на свою ферму и поговорить со своим отцом, который умрёт в 1974 году.
Когда на поле появляется нападающая команда Вако, Сэм занимает место бьющего. Несмотря на то, что он не отбил ни одного из трёх ударов, последний мяч выскальзывает из рук принимающего. Эл замечает это и призывает Сэма бежать по базам, и, пока защищающаяся команда совершает ряд ошибок, тому удаётся совершить ран.

### Третий скачок
В момент празднования победы, когда на Сэма навалились все его товарищи по команде, он загорается голубым светом, после чего оказывается с курительной трубкой во рту и в очках перед школьной доской. От удивления, он роняет трубку изо рта.